# 莲花街道 (城固县)
莲花街道，是中华人民共和国陕西省汉中市城固县下辖的一个街道办事处。
2015年，陕西省民政厅批复同意撤销五郎庙镇，设立莲花街道办事处。

## 行政区划
莲花街道下辖以下地区：
黄家营村、刘家村、五郎庙村、胥水村、吕家村、石家庄村、曹家村、高家湾村、马家店村、鸳鸯桥村和张家村。